# Ghilarovus elegans
Ghilarovus elegans är en kvalsterart som beskrevs av Sandór Mahunka 1983. Ghilarovus elegans ingår i släktet Ghilarovus och familjen Zetomotrichidae. Inga underarter finns listade i Catalogue of Life.